# Lancia Delta (1993)
La seconda generazione della Lancia Delta è un'automobile di fascia media (segmento C) prodotta dalla casa automobilistica italiana Lancia dal 1993 al 2000. È stata sostituita nel 2008 dalla Delta terza serie. La produzione avvenne nello stabilimento Alfa Romeo di Pomigliano d'Arco e dal settembre del 1994 nello stabilimento Fiat di Rivalta.

## Il contesto

### La nascita
La seconda serie della Delta, progettata e realizzata sul pianale della Fiat Tipo, doveva essere chiamata inizialmente Beta, ma visti i successi nelle competizioni del campionato rally della Delta prima serie si decise di riutilizzare il nome, anche per gli elementi stilistici che aveva preso in eredità dalla Delta del 1979. Frutto di un investimento pari a 700 miliardi di lire la Delta fu presentata al Salone di Ginevra nel marzo 1993 e le vendite in Italia partirono dal 3 maggio dello stesso anno.

 
Nello stesso anno la Lancia si ritira ufficialmente dalle competizioni in seguito alle scelte strategiche volute dal neo amministratore delegato del settore auto del gruppo FIAT Paolo Cantarella. Egli, con l'acquisizione di Alfa Romeo nel gruppo, spostò gli investimenti per le attività sportive sul marchio del biscione, tagliando così definitivamente ogni finanziamento alla storica squadra corse Lancia che assieme a quella Abarth aveva gareggiato e primeggiato per oltre due decenni al mondiale Rally.

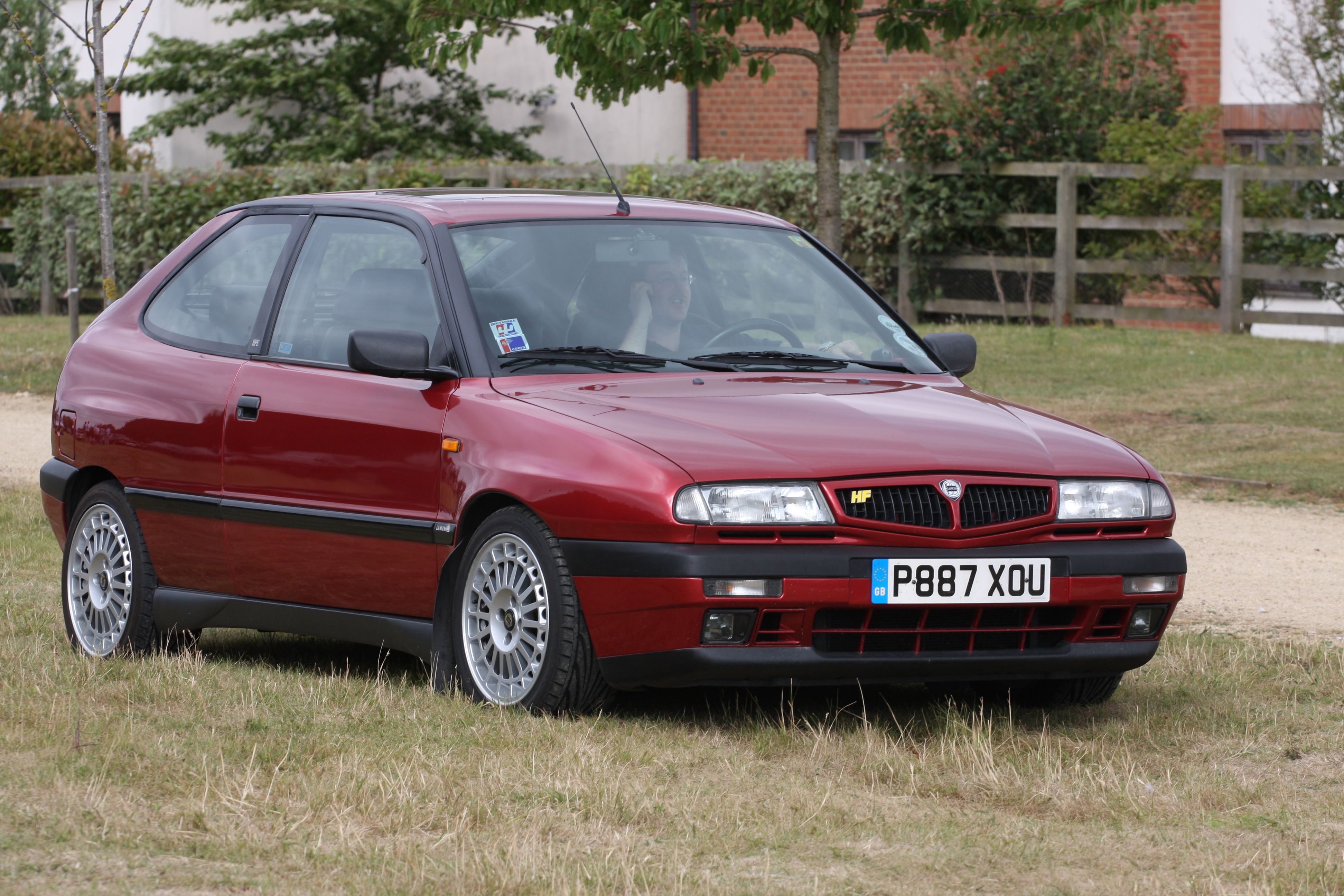
Lancia Delta HF tre porte

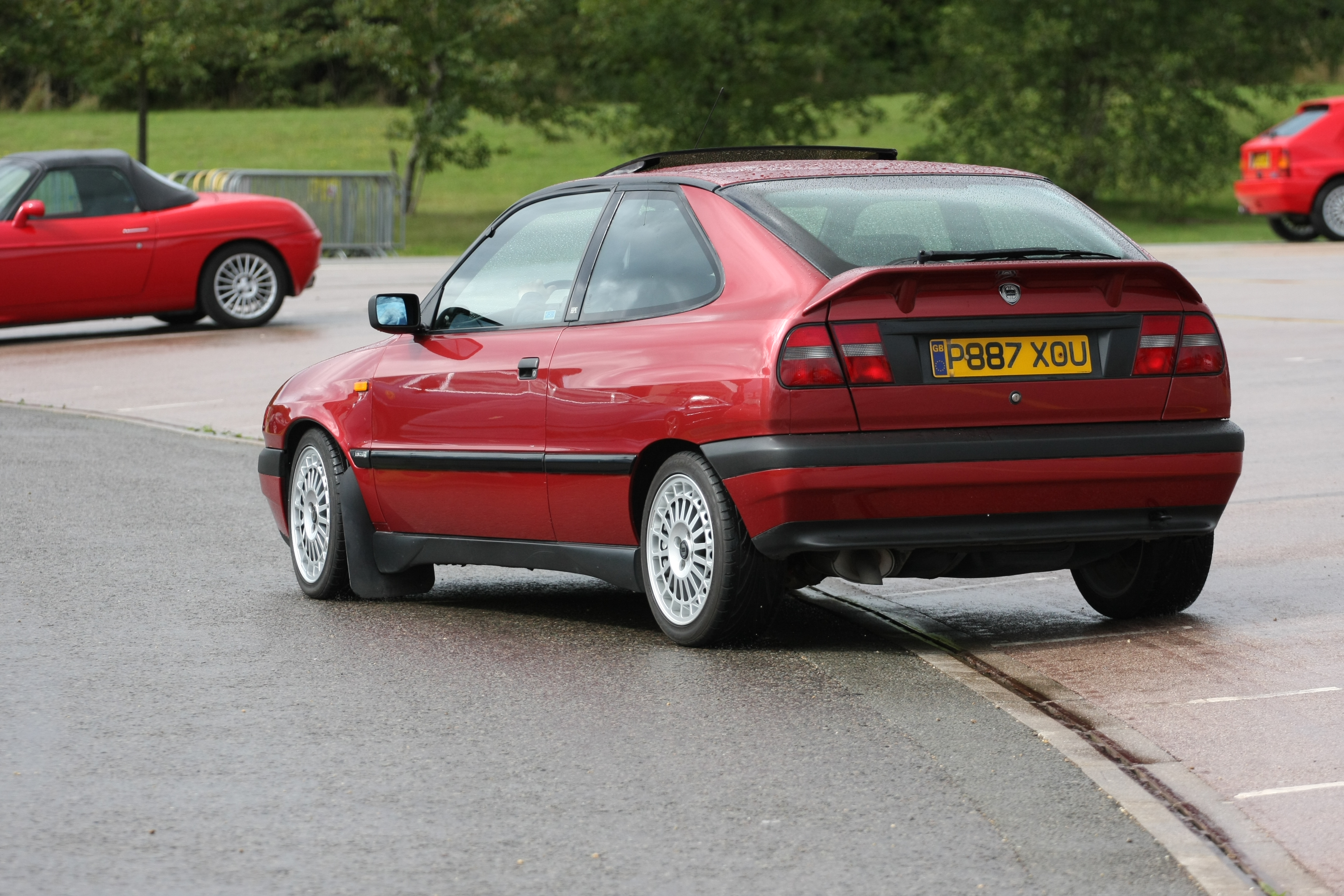
Lancia Delta HF tre porte, vista posteriore

La Delta seconda serie (codice progettuale 836) debuttò nelle concessionarie a maggio 1993. La gamma d'esordio era offerta con carrozzeria a cinque porte e motorizzazioni dalle cilindrate di 1600, 1800 e 2000 cm³. Le due cilindrate minori avevano potenza rispettiva di 75 e 103 CV. Il due litri, caratterizzato dalla distribuzione a quattro valvole per cilindro, era disponibile in configurazione aspirata (139 CV) e turbo (186 CV), quest'ultima dedicata alla versione HF. Su alcuni mercati esteri (ad esempio in Francia) fu proposta anche con motore 1400. Tre i livelli di allestimento: base e LE (Line Executive) per 1600 e 1800, base e LS (Line Style, con impianto frenante ABS e strumentazione arricchita di voltmetro e termometro olio oltre che di check control più completo) per le 2000. L'impianto frenante è a quattro dischi a esclusione della 1600, che adotta tamburi al retrotreno. Pochi mesi più tardi il listino della Delta include il motore turbodiesel di 1900 cm³ e potenza di 90 CV, anch'esso abbinato alle opzioni base e LE. Le Delta sovralimentate si riconoscevano esteriormente per via della zona anteriore con parafanghi bombati, griglia più estesa al paraurti e proiettori fendinebbia quadrati anziché rettangolari. Peculiarità estetiche della HF erano la calandra a maglie larghe con logo HF, i cerchi ruota di disegno specifico e le due coppie di prese d'aria nel profilo sotto i fanali anteriori. La HF in allestimento LS includeva tra gli accessori di serie le sospensioni a controllo elettronico. Nell'autunno del 1994 la 2000 LS viene sostituita dalla 2000 GT; contemporaneamente tutte le versioni beneficiano dell'interruttore per il lampeggio d'emergenza collocato in posizione più razionale e dell'airbag lato guida incluso nella dotazione standard.
Al salone di Ginevra 1995 debutta la Delta con carrozzeria a tre porte, denominata HPE in ossequio alla particolare versione coupé-station wagon della Lancia Beta degli anni settanta. La Delta HPE viene inserita in catalogo in allestimento unico e propulsori a benzina di 2000 cm³ (aspirato e turbo) e turbodiesel di 1900 cm³. Al di là della differente carrozzeria, un tratto distintivo delle HPE è la calandra dal bordo inspessito e dipinto nel medesimo colore della carrozzeria. Tutte le HPE si distinguono inoltre per i parafanghi anteriori bombati. Con l'arrivo della HPE esce di produzione la 2000 HF a cinque porte.

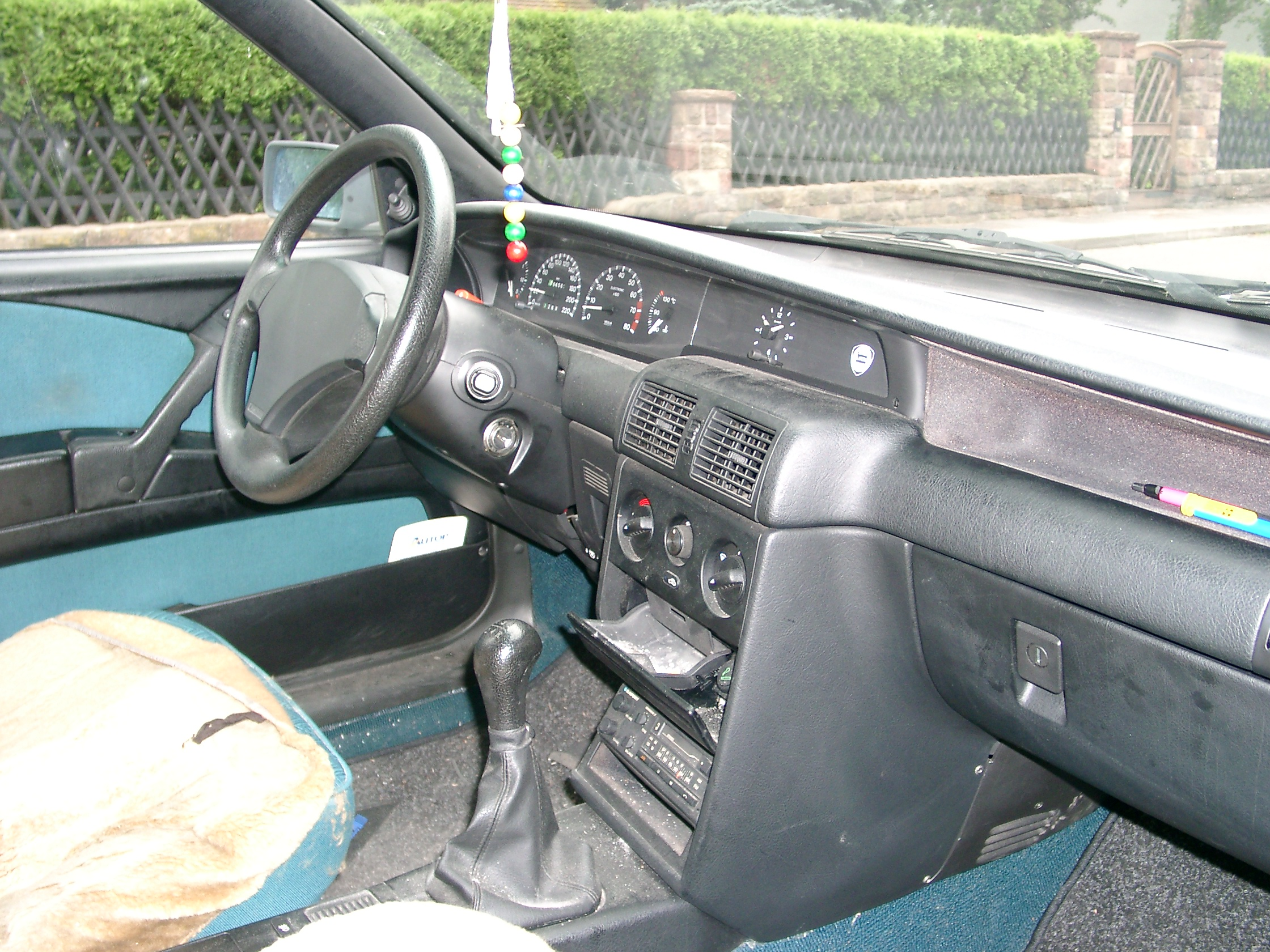
Vista degli interni di una Delta in versione base

Benché la stampa italiana cercasse di evidenziare le qualità del modello come l'abitabilità, il comfort, e le buone prestazioni, trattandosi di un prodotto nazionale, tra gli addetti alle vendite e gli affezionati del marchio Lancia iniziarono a pesarsi pareri che rivelavano che la vettura avesse deluso. Mancava infatti la raffinatezza meccanica delle versioni a trazione integrale, proposte invece sulla tre volumi Lancia Dedra, l'immagine sportiva e fu criticato il design, che tuttavia si rifaceva alle linee della Dedra, così come la Prisma era stilisticamente affine alla precedente versione della Delta. Del resto la capostipite Fiat Tipo era entrata in produzione nel 1988, la Lancia Dedra nel 1989 e la Fiat Tempra nel 1990. Da queste auto si riprendevano le porte e la cellula centrale dell'abitacolo quasi all'identico. Infine, poco dopo la Delta seconda serie, uscirono nuovi modelli in casa Fiat tra cui l'Alfa Romeo 145 nel 1994, nel 1995 l'Alfa Romeo 146 e in seguito le Fiat Bravo e Brava; questi modelli erano sempre costruiti sullo stesso pianale della Tipo (passo 2,54 m) ma avevano miglioramenti meccanici (telaio irrigidito, perfezionamento delle geometrie sospensioni, motori plurivalvole per le Bravo e Brava, ecc), e soprattutto linee più moderne.
Con il proseguire della produzione e il succedersi degli allestimenti e delle motorizzazioni, le finiture e la meccanica vennero migliorate di molto. I motori progredirono sia in potenza che in affidabilità: nel primo restyling del 1996 ad esempio vennero introdotti i propulsori Fiat di Bravo e Brava con distribuzione a doppio asse a camme in testa e 4 valvole per cilindro per le unità di 1600 e 1800 cm³. Il motore di cilindrata 1581 eroga una potenza di 103 CV ed è denominato Torque per via del robusto valore di coppia massima, il cui 90% è disponibile già a un regime di 2000 giri/min. Il propulsore 1800 fa parte della famiglia modulare Pratola Serra, così chiamata dallo stabilimento in provincia di Avellino in cui avveniva la costruzione dei nuovi propulsori. La cilindrata scende da 1756 a 1747 cm³ ma sale la potenza, declinata nei valori di 113 CV a 5800 giri/min e 131 CV a 6300 nella configurazione con variatore di fase VVT, montata su vari modelli Fiat con ottimi risultati. Entrambe le unità di 1,8 litri hanno degli alberi controrotanti per lo smorzamento delle vibrazioni. L'arrivo dei nuovi propulsori 1800 determina l'uscita di scena del 2000 aspirato, superato per rendimento e più tassato.

### Restyling 1996 e 1998

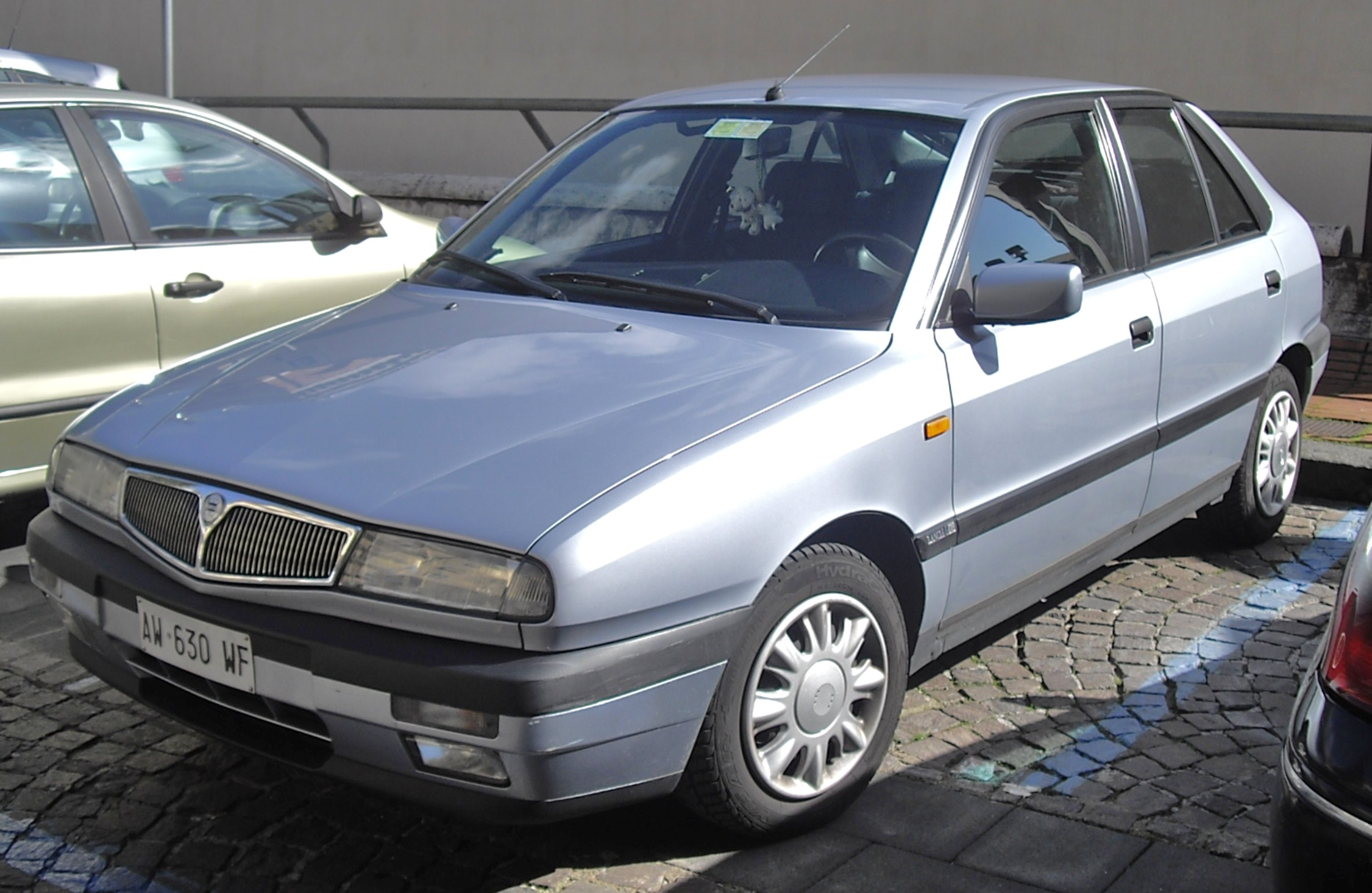
Delta II serie 5 porte Restyling

Le Delta 5 porte in edizione '96 perdono la tinta nera ai montanti anteriori e ai gusci dei retrovisori esterni e si differenziano per i listelli lucidi alla calandra. La rinnovata gamma si compone delle HPE con propulsori 1600 (questa sarà la sola versione a mantenere i freni a tamburo posteriori), 1800 VVT, 2000 HF turbo e 1.9 turbodiesel. Nel listino delle 5 porte si introduce l'allestimento LX: il catalogo comprende dunque le 1600 LE e LX, 1800 LE, LX e GT (quest'ultima solo con variatore di fase) e le turbodiesel LE e LX. Il numero di esemplari venduti non migliorò però di molto; delle 60 000 unità previste annualmente se ne vendevano poco più della metà.

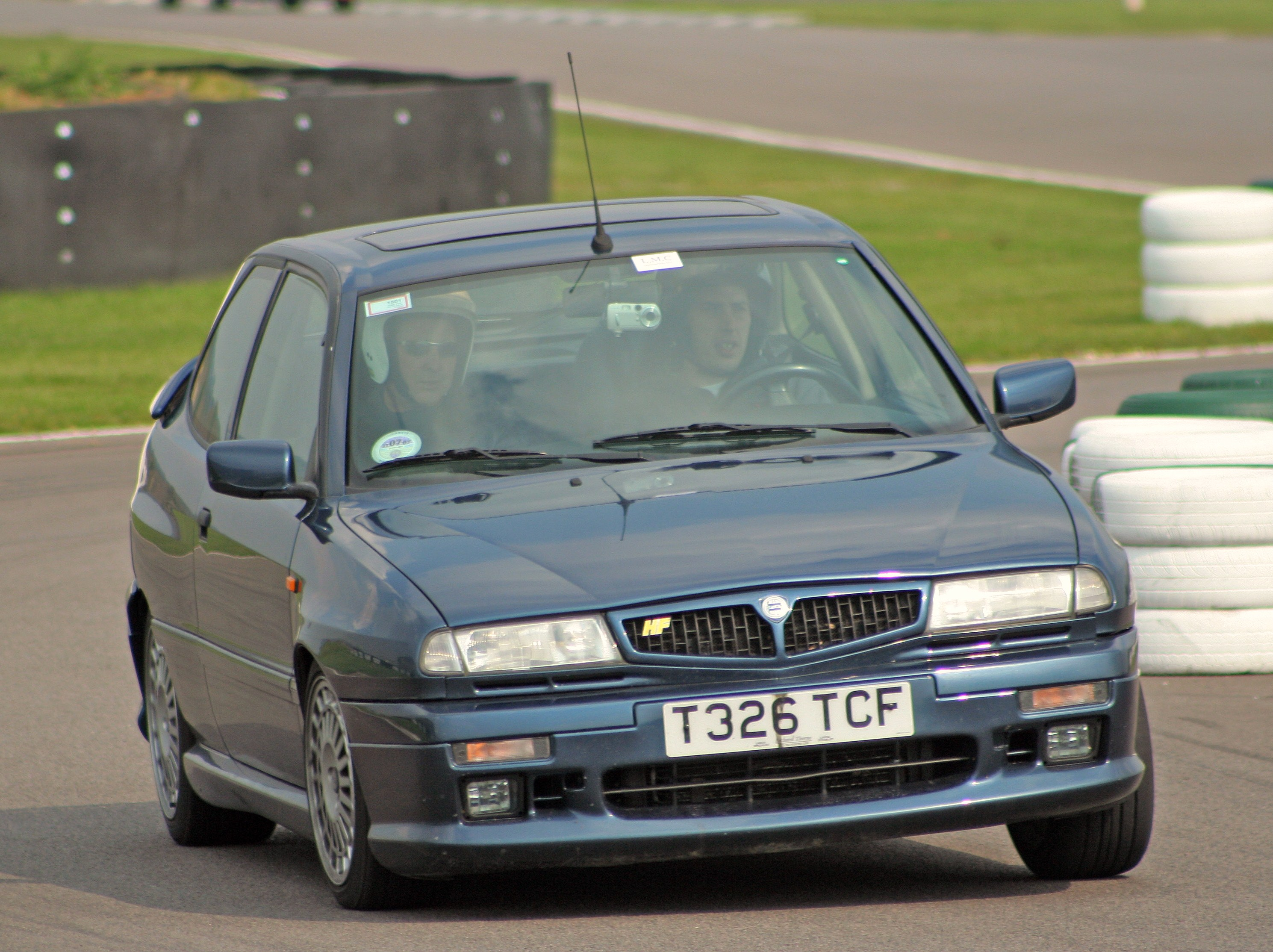
Lancia Delta HF 3 porte Restyling

Nel 1998 venne presentato l'aggiornamento finale basato sull'estensione integrale del colore vettura a paraurti, modanature laterali, palpebre dietro le portiere posteriori e inserto per le luci di targa. Inoltre vengono modificati i gruppi ottici posteriori, ora a sfondo rosso, e cambia anche il disegno dei copricerchi alle ruote. La HPE HF guadagna 7 cavalli di potenza massima al motore (giungendo così a 193), il kit sportivo Zender di serie per paraurti e minigonne e un differente spoiler posteriore, adesso a estremità libere (optional nella HPE 1800). Per le cinque porte l'allestimento viene unificato nella configurazione LS, intermedia fra LE e LX, e caratterizzata dai rivestimenti misti in tessuto e Alcantara. Le versioni a tre porte rimangono le medesime del 1996 mentre le cinque porte si riducono a 1600 LS, 1800 LS (motore VVT) e 1.9 turbodiesel LS.
La 5 porte non prevedeva più l'accessorio della selleria in Alcantara in sei diverse varianti, ma per "economizzare" prevedeva di serie l'interno misto tessuto/Alcantara blu o nocciola, l'Alcantara rivestiva la parte centrale dei sedili e del bracciolo, che era di serie per la 5 porte e non disponibile per la 3 porte.
L'HPE prevedeva l'interno in tessuto e come accessorio quello Recaro in pelle nera e Alcantara abbinati al volante, cambio e cuffie sellati in pelle, mentre sulla 2.0 16v Turbo HF erano di serie. Con le nuove varianti della selleria, sparivano anche i colori del tappeto e dell'imperiale abbinati ai sedili e rimanevano solo due tinte per il tappeto (blu e grigio) per e l'imperiale (grigio e beige). Nella strumentazione della 5 porte era previsto di serie il Control System, come quello della HF (unica HPE ad averlo) ma senza le spie livello olio motore, liquido lavavetri e refrigerante, le HPE allestite con i sedili Recaro invece avevano i manometri tensione batteria e temperatura olio motore.

### Uscita di produzione
La seconda serie della Delta uscì di produzione nel 2000 senza essere sostituita nella gamma Lancia, lasciando così un vuoto tra la piccola Lancia Y e la media Lancia Lybra. Per il successore bisogna attendere il 2008 quando venne presentata a Ginevra la terza serie di Delta anticipata da diversi prototipi come la Lancia Stilnovo e la GranTurismo Stilnovo.
Della motorizzazione 1.8 16v VVT esista una particolare versione prodotta per il mercato estero a 5 porte con allestimento LX che prevedeva selleria integrale in Alcantara con sedili elettrici riscaldati, console centrale in finta radica e altri particolari mutuati dalla gamma Dedra del '98.

## Motorizzazioni
| Modello                    | Disponibilità       | Motore                       | Cilindrata (cm³) | Potenza                         | Coppia max (N·m) | Emissioni CO2 (g/km) | 0–100 km/h (secondi) | Velocità max (km/h) | Consumo medio (km/l) |
| 1.6 i.e. cat.              | dal debutto al 1996 | 4 cilindri in linea, Benzina | 1.581            | 55 kW (75 CV) @6.000 giri/min   | 125              | n.d                  | 13,8                 | 172                 | 12,0                 |
| 1.6 i.e. 16V cat.          | dal 1996 al 1999    | 4 cilindri in linea, Benzina | 1.581            | 76 kW (103 CV) @5.750 giri/min  | 144              | n.d                  | 11,0                 | 190                 | 13,1                 |
| 1.8 i.e. cat.              | dal debutto al 1996 | 4 cilindri in linea, Benzina | 1.756            | 76 kW (103 CV) @6.000 giri/min  | 137              | n.d                  | 11,5                 | 185                 | 11,0                 |
| 1.8 i.e. 16V cat.          | dal 1996 al 1997    | 4 cilindri in linea, Benzina | 1.747            | 83 kW (113 CV) @5.800 giri/min  | 154              | n.d                  | 10,3                 | 195                 | 10,3                 |
| 1.8 i.e. 16V cat. VVT      | dal 1996 al 2000    | 4 cilindri in linea, Benzina | 1.747            | 96 kW (131 CV) @6.300 giri/min  | 164              | n.d                  | 9,4                  | 200                 | 10,7                 |
| 2.0 i.e. 16V cat.          | dal debutto al 1996 | 4 cilindri in linea, Benzina | 1.995            | 102 kW (139 CV) @6.000 giri/min | 180              | n.d                  | 9,6                  | 206                 | 10,9                 |
| 2.0 i.e. Turbo 16V cat. HF | dal debutto al 1996 | 4 cilindri in linea, Benzina | 1.995            | 137 kW (186 CV) @5.500 giri/min | 290              | n.d                  | 7,5                  | 220                 | 10,5                 |
| 1.9 Turbo diesel           | dal 1994 al 2000    | 4 cilindri in linea, Diesel  | 1.929            | 66 kW (90 CV) @4.100 giri/min   | 186              | n.d                  | 12,0                 | 180                 | 14,2                 |